# Сусолов
Сусолов (укр. Сусолів) — село в Рудковской городской общине Самборского района Львовской области Украины.
Население составляет 626 человека. Занимает площадь 15,20 км². Почтовый индекс — 81448. Телефонный код — 3236.
Первое упоминание о Сусолов датируется 1559 годом.